# Garantum
Garantum är ett privatägt värdepappersbolag och sparkoncern som grundades år 2004. I koncernen ingår bland annat fondbolaget Aktie-Ansvar. Garantum är Nordens största utgivare av strukturerade produkter och har utöver det ett brett erbjudande av tjänster inom diskretionär kapitalförvaltning, fonder, aktiehandel, Private Banking, analys och individanpassad rådgivning. Verksamhet bedrivs i Sverige och Norge med huvudkontor beläget på Norrmalmstorg i centrala Stockholm. 

## Utmärkelser
Garantum har flera år i rad mottagit priset ”Best distributor” av organisationen SRP – Structured Retail Products under SRP Europe Awards. Senast år 2022 då Garantum ännu en gång fick motta priset "Best Performance" vilket är en sammanvägd bedömning av både försäljningsvolym och avkastning på strukturerade produkter.